# 철학당 공원

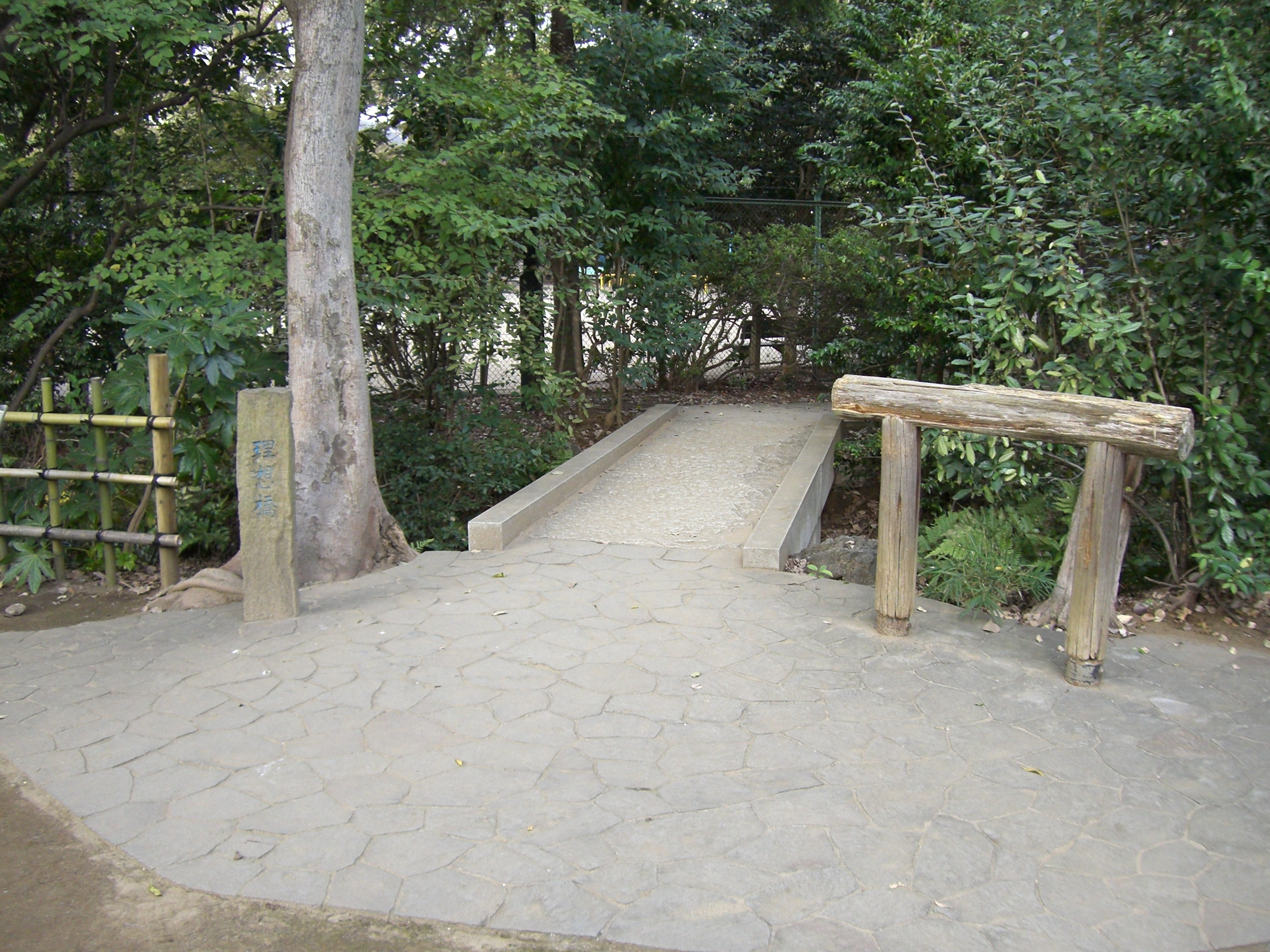
철학당 공원

철학당 공원(일본어: 哲学堂公園 데쓰가쿠도코엔[*])는 일본 도쿄도 나카노구에 위치한 공원이다. 도요 대학의 창설자인 이노우에 엔료가 소크라테스, 칸트, 공자, 석가를 모신 건물을 건설한 것이 시초이다.

## 같이 보기
- 일본의 국립공원